# (28341) Bingaman
(28341) Bingaman est un astéroïde de la ceinture principale d'astéroïdes.

## Description
(28341) Bingaman est un astéroïde de la ceinture principale d'astéroïdes. Il fut découvert le 13 mars 1999 à l'observatoire Goodricke-Pigott par Roy A. Tucker. Il présente une orbite caractérisée par un demi-grand axe de 2,90 UA, une excentricité de 0,02 et une inclinaison de 3,0° par rapport à l'écliptique.

## Compléments